# Hitoshi Ashida
Hitoshi Ashida (芦田 均 Ashida Hitoshi, 15 de novembre de 1887 - 20 de juny de 1959) fou un polític japonés el qual serví com a Primer Ministre del Japó entre el 10 de març i el 14 de setembre de 1948. Ashida fou una figura prominent en el paisatge polític de la postguerra, però va ser obligat a dimitir després d'un escàndol de corrupció en el qual estaven involucrats dos dels seus ministres.